# Ховрино (Ульяновская область)
Ховрино — село в Вешкаймском районе Ульяновской области России. Входит в состав Вешкаймского городского поселения.

## География
Село находится в северо-западной части Ульяновской области, в лесостепной зоне, в пределах Приволжской возвышенности, на левом берегу реки Барыш, на расстоянии примерно 5 километров (по прямой) к северо-востоку от Вешкаймы, административного центра района. Абсолютная высота — 125 метров над уровнем моря.
Климат
Климат характеризуется как умеренно континентальный, с тёплым летом и умеренно холодной зимой. Средняя температура воздуха самого тёплого месяца (июля) — 20,4 °C (абсолютный максимум — 38 °C); самого холодного (января) — −14 °C (абсолютный минимум — −48 °C). Среднегодовое количество атмосферных осадков составляет 395—521 мм. Снежный покров образуется в конце ноября и держится в течение 128 дней.
Часовой пояс
Село Ховрино, как и вся Ульяновская область, находится в часовой зоне МСК+1. Смещение применяемого времени относительно UTC составляет +4:00.

## История
Год основания (первое упоминание в документах) — 1673 год. В писцовой книге 1685-1686 годов сказано:«Сельцо Ховрино, на реке Борыше. А в нём двор помещиков синбиренина Ивана Иванова сына Воецкого… В том же сельце двор помещика синбиренина Ивана Фёдорова сына Колюпанова…В том же сельце Ховрино двор помещиков синбиренина Артемья Лукьянова сына Горскова».
В 1780 году, при создании Симбирского наместничества, деревня Ховрина, помещиковых крестьян, вошла в состав Тагайского уезда. С 1796 года — в Карсунском уезде Симбирской губернии.
В 1826 год помещиком Ниротморцевым был построен каменный, двухэтажный, храм. Престолов в нём четыре: в нижнем этаже: главный — в честь Рождества Христова, в одном приделе — в честь Воздвижения животворящего Креста Господня и в другом — в честь Казанской иконы Божией Матери, и в верхнем этаже — во имя Святителя Василия Великого.
На 1859 год село Ховрино в Карсунском уезде Симбирской губернии.

## Население
| 2010 |
| ---- |
| 366  |

Национальный состав
Согласно результатам переписи 2002 года, в национальной структуре населения русские составляли 67 % из 388 чел.

## Известные уроженцы
- Ладанов, Пётр Фёдорович.